# FV101 Scorpion
FV101 Scorpion är ett brittiskt spaningsfordon. Fordonet tillverkas av Alvis Vehicles, Coventry i England. Fordonet väger 8 ton, är 5,2 meter lång, en besättning på 3 man och en toppfart på 72,5 km/h. Pansaret består av 12,7 mm svetsad aluminium.
Huvudbeväpningen består av en ROF 76 mm L23A1 kanon. Sekundär beväpning är en 7,62 mm maskingevär som är koaxialt monterad bredvid kanonen.
FV101 Scorpion var i tjänst i den brittiska armen under åren 1973-1994. Mer än 3000 fordon tillverkades och användes antingen som lätt stridsvagn eller som spaningsfordon. Det håller ett Guiness världsrekord i att vara den snabbaste serietillverkade stridsvagnen med en uppmätt hastighet på 82,23 km/h.

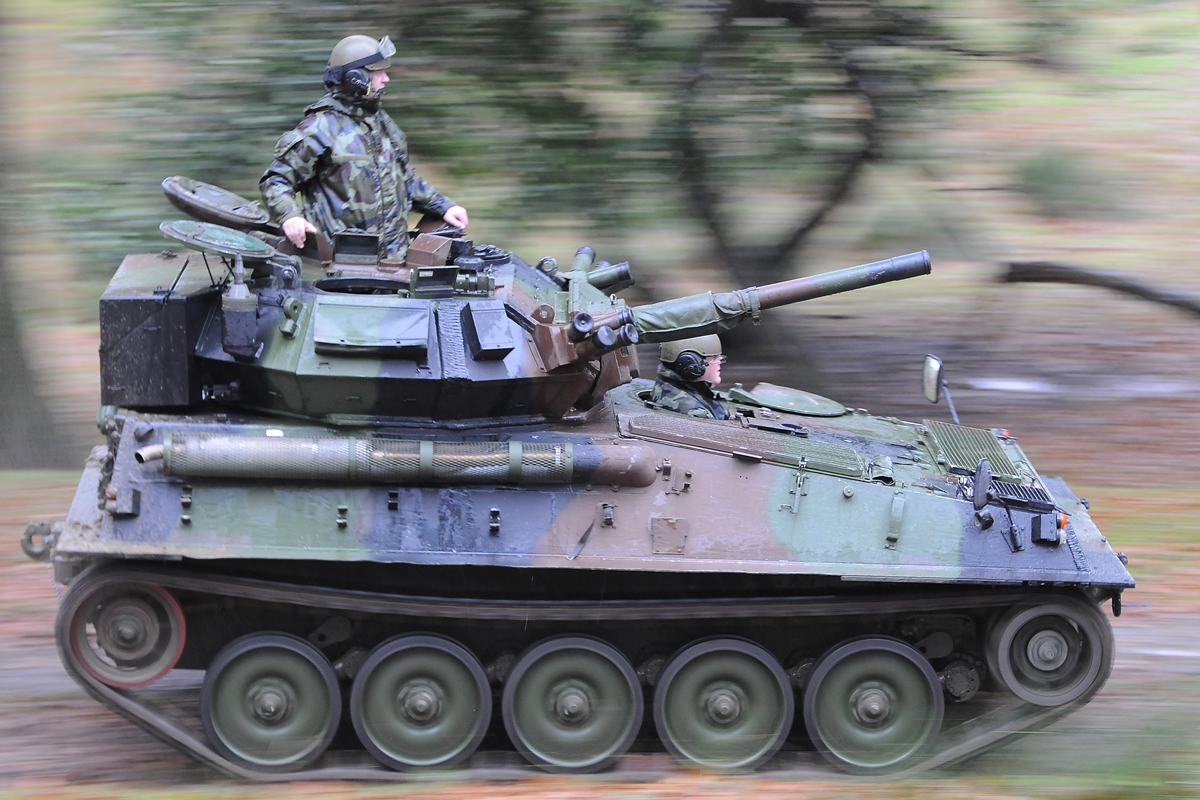
FV101 Scorpion